# 버즈 마케팅
버즈 마케팅(영어: Marketing buzz)은 입소문 마케팅의 일종으로, 소비자가 마케팅 메시지를 조장하는 데 도움이 되는 상품이나 서비스를 스스로 전달하는 것을 말한다. 버즈 마케팅은 본래 입으로 전달하는 방식을 의미했으나 웹 2.0 시대 들어 페이스북, 트위터, 인스타그램, 유튜브 등 소셜 미디어는 버즈 마케팅을 위한 저명한 소통 채널로 되고 있다.

## 참고 문헌
- Salzman, Marian; Matathia, Ira & O'Reilly, Ann (2003). 《Buzz: harness the power of influence and create demand》. John Wiley and Sons. 246쪽. ISBN 0-471-27345-7. 2009년 6월 8일에 확인함.
- Pursuing Marketing Buzz - NY Times article